# Svärtinge
Svärtinge – miejscowość (tätort) w Szwecji, w regionie administracyjnym (län) Östergötland, w gminie Norrköping.
Według danych Szwedzkiego Urzędu Statystycznego liczba ludności wyniosła: 3326 (31 grudnia 2015), 3489 (31 grudnia 2018) i 3547 (31 grudnia 2019).